# Џерзи Шор (Пенсилванија)
Џерзи Шор (енгл. Jersey Shore) град је у америчкој савезној држави Пенсилванија.

## Демографија
По попису из 2010. године број становника је 4.361, што је 121 (-2,7%) становника мање него 2000. године.
| Група             | 2000.         | 2010.         |
| Белци             | 4.421 (98,6%) | 4.251 (97,5%) |
| Афроамериканци    | 17 (0,4%)     | 34 (0,8%)     |
| Азијати           | 13 (0,3%)     | 9 (0,2%)      |
| Хиспаноамериканци | 6 (0,1%)      | 24 (0,6%)     |
| Укупно            | 4.482         | 4.361         |